# إيكهارد ميرش
إيكهارد ميرش (بالألمانية: Ekkehard Miersch)‏ (مواليد 4 مايو 1936) هو سبّاح ألماني، مثّل بلاده في الألعاب الأولمبية الصيفية 1956.

## روابط خارجية
إيكهارد ميرش على موقع الاتحاد الدولي للسباحة (الإنجليزية)
- إيكهارد ميرش على موقع أوليمبيديا (الإنجليزية)